# Neoechinorhynchus (Neoechinorhynchus) dorsovaginatus
Neoechinorhynchus (Neoechinorhynchus) dorsovaginatus is een soort haakworm uit het geslacht Neoechinorhynchus. De worm behoort tot de familie Neoechinorhynchidae. Neoechinorhynchus (Neoechinorhynchus) dorsovaginatus werd in 2005 beschreven door Amin & Christison.